# Tiên Kỳ (thị trấn)
Tiên Kỳ là thị trấn huyện lỵ của huyện Tiên Phước, tỉnh Quảng Nam, Việt Nam.

## Địa lý
Thị trấn Tiên Kỳ nằm ở trung tâm huyện Tiên Phước, có vị trí địa lý:
- Phía đông giáp xã Tiên Thọ
- Phía nam và tây nam giáp xã Tiên Cảnh
- Phía đông nam giáp xã Tiên Lộc
- Phía bắc giáp xã Tiên Mỹ
- Phía tây bắc giáp xã Tiên Châu.

Thị trấn Tiên Kỳ có diện tích 8,45 km², dân số năm 2019 là 7.637 người, mật độ dân số đạt 904 người/km².

## Hành chính
Thị trấn Tiên Kỳ được chia thành 8 khối phố: Bình An, Hữu Lâm, Tiên Bình, An Đông, Phái Bắc, An Tây, An Trung, Bình Phước.